# Завод карбіду кальцію в Монсоні
Завод карбіду кальцію в Монсоні — виробничий майданчик хімічного, а потім металургійного спрямування в іспанських Піренеях.
Карбід кальцію виробляли в Монсоні з 1950-го на заводі компанії Hidro Nitro Española (HNE), який наприкінці 1960-х був перепрофільований на виплавку феросплавів. Втім, у 1977-му за кілометр від майданчика HNE в індустріальній зоні Ла-Арментера ввели в дію завод карбіду кальцію компанії Carburo de Cinca. Первісно він випускав продукцію, придатну для виробництва ацетилену, а в подальшому пройшов модернізацію та дістав можливість продукувати карбід, придатний для використання в десульфуризації в металургії.
Carburo de Cinca має власний вапняковий кар'єр. На заводі вапняк випалюється у двох печах потужністю по 75 тонн на годину, після чого вапно змішується з вугіллям та проходить плавку на карбід кальцію в електропечі потужністю 20 МВт.
Річна потужність майданчика становить 40 тисяч тонн карбіду кальцію.